# 개발이익
개발이익(開發利益)은 도로, 철도 등 공공시설의 건설로 지역개발이 이루어질 경우에 그 주변의 지가(地價)는 지금까지에 비하여 한층 상승하는데, 그 상승 부문을 가리켜 말한다. 즉 개발에 의하여 얻어진 토지의 상승으로 인한 이익 부분이다. 문제는 이 개발 이익이 현실적으로는 토지소유자의 불로소득이 된 점에 있다.